# Sulpitius van Vorst

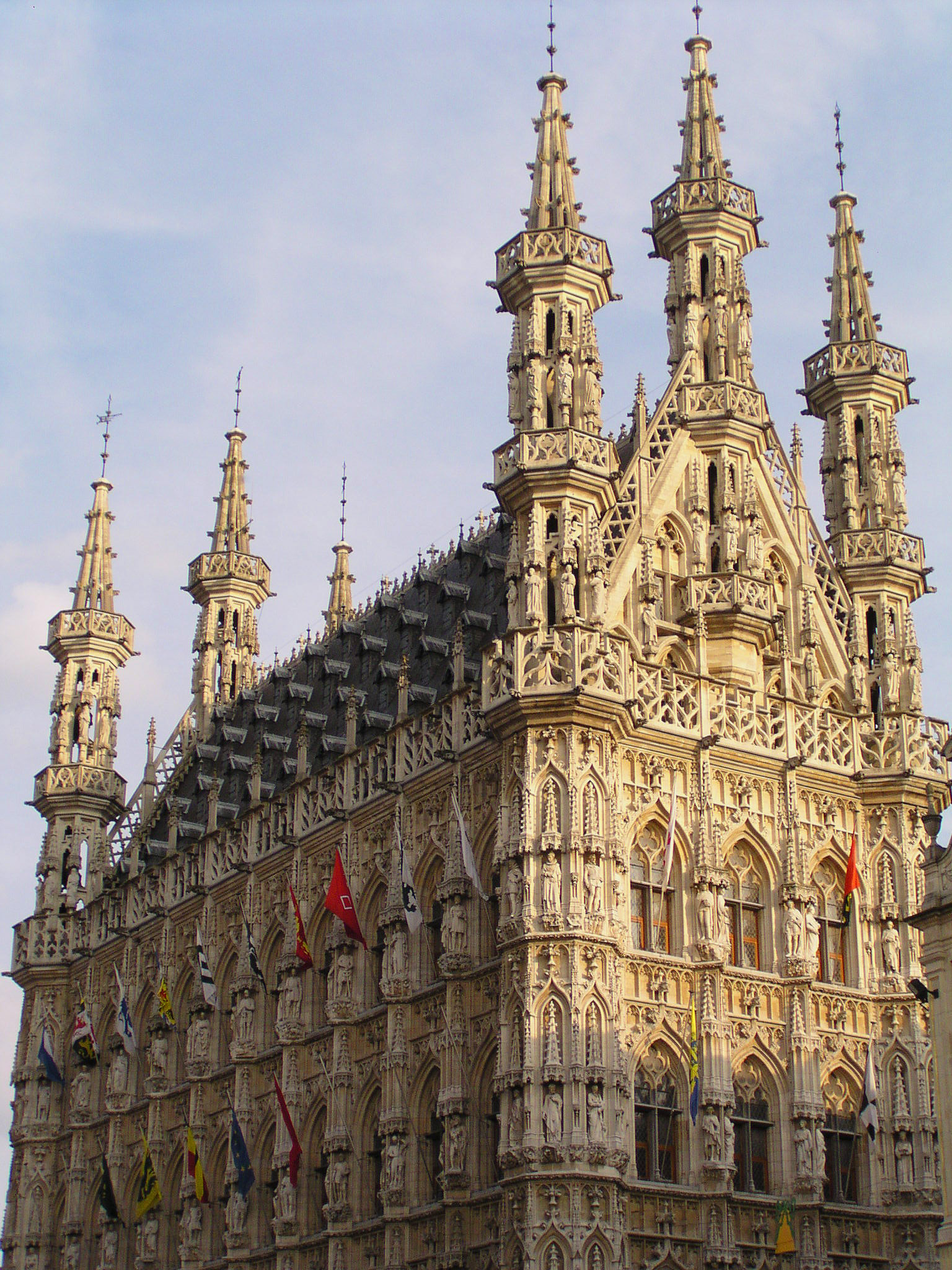
Het stadhuis van Leuven, een ontwerp van Sulpitius van Vorst.

Sulpitius van Vorst, ook meester Plissis (Diest, 1375 - Leuven, 18 september 1439) was een Brabants architect actief in het begin 15e eeuw. Hij ontwierp en bouwde vooral in de Brabants gotische stijl.
Waarschijnlijk werd hij opgeleid in de bouwloods van de Sint-Sulpitiuskerk te Diest, geleid door de broers Jacob en Hendrik van Tienen. Hij nam deze werf in 1417-1418 van hen over en volgde hen ook op in Tienen, waar hij werkte aan de toren en het Sint-Annakoor van de Onze-Lieve-Vrouwekerk.
In 1425 werd Sulpitius aangesteld tot bouwmeester van de stad Leuven met het oog op de bouw van de nieuwe Sint-Pieterskerk. Ook verbouwde hij er de lakenhal tot universiteit door vier auditoria in te richten op de bovenverdieping, en werkte hij aan diverse versterkingen en bruggen. 
Op het einde van zijn leven ontwierp hij het flamboyante stadhuis van Leuven. De bouw van de westvleugel ving aan in maart 1439, enkele maanden voor zijn dood.
Hij was de vader van de gelijknamige Sulpitius van Vorst, met wie hij in 1438 in een Leuvense akte vermeld werd. Hij was ook de leermeester van onder meer Matthijs de Layens, die hem zou opvolgen als bouwmeester van het Leuvense stadhuis.
Voornaamste projecten waar Sulpitius van Vorst aan meewerkte:
- Sint-Sulpitiuskerk in Diest (ca. 1400-1415)
- Onze-Lieve-Vrouw-ten-Poel Kerk in Tienen (1410-1438)
- Sint-Pieterskerk in Leuven (vanaf ca. 1425 tot aan zijn dood in 1439)
- Verbouwing van de Lakenhal (Leuven) tot universiteit (1433-1439)
- Stadhuis van Leuven (1438-1439)